# Invasión de Oriente a Occidente en Cuba
La Invasión de Oriente a Occidente se efectuó en la isla de Cuba, y se inició el 22 de octubre de 1895 en Baraguá, en la antigua provincia de Oriente.
El Ejército Libertador guiado por la firmeza de llevar la lucha contra el colonialismo español a todos los rincones de Cuba protagonizó uno de los hechos más relevantes de la historia cubana.
En pleno desarrollo de la guerra de Cuba, inspirada por José Martí, aquella campaña respondió al viejo anhelo de los generales insurrectos Maceo y Gómez. Estos pusieron en marcha la estrategia de ilimitar la contienda libertadora al territorio oriental de la Isla, sino extenderla por todo el territorio cubano para obligar a España a pelear simultáneamente en las seis provincias con que contaba el país en aquel momento, con el fin de debilitarla en todos los frentes.

## Antecedentes históricos
Ya durante la guerra de los Diez Años (1868-1878) hubo un intento independentista de realizar dicha invasión. Luego de varias tentativas frustradas, se inició el 1 de enero de 1875. Sin embargo, por varios motivos, dicha invasión se fue prolongando indefinidamente, al mismo tiempo que no lograba avanzar por toda la isla, llegando solamente hasta el extremo occidental de Las Villas. Hacia agosto de 1876 la invasión se encontraba estancada en esa zona por diversas deficiencias organizativas y contradicciones entre los oficiales mambises y el gobierno independentista. El fracaso de la invasión de 1875-1876 sentó las bases para la derrota cubana en la guerra de los Diez Años.

## Concepción de la nueva invasión
El 5 de mayo de 1895 en la Reunión en el Ingenio de la Mejorana, los mayores Generales Máximo Gómez, Antonio Maceo y José Martí habían tratado los problemas y la necesidad de la invasión. Gómez era del criterio de realizarlo lo más pronto posible, cosa que no compartía Maceo.

## Formación del contingente invasor Camagüeyano-Villaclareño
Las tropas insurrectas se batieron victoriosos en combates como el cruce de la trocha de Júcaro a Morón, esta era para muchos infranqueable, pero Gómez burló sin problemas los contratiempos del camino hacia la provincia central de Las Villas.

## Formación del contingente invasor oriental
Luego de la Asamblea de Jimaguayú, inmediatamente, Maceo situó su Cuartel General en Cayo Francés (a 1 km de Baraguá), donde desplego una gran actividad emitiendo órdenes de concentración de fuerzas cubanas. La demora de las fuerzas voluntarias del segundo cuerpo provocó un retraso en la partida que Maceo, quien trato de compensar dicha situación partiendo el 22 de octubre de 1895 de Baraguá, y llegando a Mala Noche, nuevo punto de concentración, donde permanece del 31 de octubre hasta el 3 de noviembre.
Maceo logró reunir cerca de 1000 hombres del 1.er cuerpo y unos escasos 400 hombres del segundo cuerpo. El contingente fue organizado con un estado mayor al mando del brigadier José Miró Argenter, escolta, cuerpo de vigilancia, una caballería la mando del brigadier Luis de Feria y una infantería al mando del brigadier Quintín Banderas. El contingente invasor oriental, protegido por fuerzas del segundo y 3cer cuerpo, atravesó el Camagüey, y cruzó la trocha Júcaro-Morón, para reunirse con el Contingente invasor Camagüeyano-Villaclareño de Máximo Gómez.

## Formación del Ejército Invasor
El 30 de noviembre de 1895 Maceo con Gobierno y contingente invasor oriental llega al Cuartel General del mayor general Máximo Gómez en Lázaro López. Se organiza el ejército invasor con los contingentes oriental, camagüeyano y villaclareño (el más numeroso con 1,950 hs), sumando 4,000 hs de los cuales, 3,000 hs eran de caballería y 1,000 hs de infantería. El ejército invasor poseía una fuerza reconocida, integrada por más de 4 mil hombres; aunque la mayoría de ellos descalzos, con ropas raídas y mal alimentados. No obstante las pésimas condiciones no mermaron la moral del ejército. El Ejército español, como potencia europea, tenía las ventajas de un ejército regular de 200 mil efectivos, dotados de armamento más moderno y amparados detrás de fortificaciones y campamentos, aunque gran parte se hallaba enfermo por enfermedades tropicales.

## Invasión del occidente por el Ejército Invasor
En la Batalla de Mal Tiempo fue aniquilado totalmente un batallón español, así como los enfrentamientos en Calimete, Coliseo y Las Taironas fueron cruciales. Luego avanzó por los llanos aledaños a la capital del país y culminó en las montañas de Pinar del Río, en el extremo occidental de Cuba.
La invasión duró 92 días, de lucha frontal a lo largo de casi mil 800 kilómetros. El mando español veía cómo fracasaba la estrategia para contener y rechazar a los invasores. En su avance los invasores ocuparon una veintena de pueblos.

## Importancia de la invasión
La Invasión a Occidente fue calificada como la campaña militar más grande de Latinoamérica[cita requerida]; logrando:
- Golpear sin tregua las fuentes de riquezas que sustentaban las ganancias de la metrópoli española en la isla.
- Obligó al alto mando español a dispersar las fuerzas españolas por toda la Isla de Cuba.
- Permitió extender la guerra al occidente con la incorporación de fuerzas cubanas.
- Permitió la llegada de expediciones cubanas a cualquier punto de la geografía cubana.
- Extendió la jurisdicción del Gobierno de la República de Cuba en Armas.
- Fue un ejemplo de unidad en contra del regionalismo y el caudillismo.
- Dio a conocer al mundo el conflicto cubano y despertó solidaridad hacia la causa independentista.